# Вікіпедія мовою чаморро
Вікіпедія мовою чаморро (чам. Wikipedia) — розділ Вікіпедії мовою чаморро. Створена у 2004 році. Вікіпедія мовою чаморро станом на 26 березня 2025 року містить 557 статей, 17 179 зареєстрованих користувачів, 22 активних дописувачів, 1 адміністратора
. Загальна кількість сторінок у Вікіпедії мовою чаморро — 2577, редагувань — 24 335, мультимедійні файли відсутні
. Глибина (рівень розвитку мовного розділу) Вікіпедії мовою чаморро велика і становить 124.2 пунктів
. 

## Історія
- Січень 2016 — створена 200-та стаття[3].